# Ilema vaneeckei
Ilema vaneeckei är en fjärilsart som beskrevs av Collenette 1932. Ilema vaneeckei ingår i släktet Ilema och familjen tofsspinnare. Inga underarter finns listade i Catalogue of Life.